# Cellule nationale nucléaire, radiologique, bactériologique et chimique
 (août 2011).
Si vous disposez d'ouvrages ou d'articles de référence ou si vous connaissez des sites web de qualité traitant du thème abordé ici, merci de compléter l'article en donnant les références utiles à sa vérifiabilité et en les liant à la section « Notes et références ».
La cellule nationale nucléaire, radiologique, biologique et chimique ou Cellule Nationale NRBC (C2NRBC), est un organe de la Gendarmerie nationale française. 

## Missions
Prenant en compte la totalité du spectre de la menace NRBC, la cellule assure plusieurs missions :
- elle conseille au niveau technique et opérationnel l'officier de gendarmerie responsable du dispositif engagé dans une situation présentant un risque ou une menace NRBC;
- elle prend en compte tout enquêteur judiciaire devant évoluer dans un environnement contaminé[1];
- elle forme le personnel de la gendarmerie;
- elle apporte son expertise au Groupe d'intervention de la gendarmerie nationale (GIGN);
- en liaison avec d'autres organismes civils et militaires, experts dans le domaine NRBC, elle participe à des échanges, des réflexions mais aussi à des exercices nationaux et internationaux;
- enfin, elle met en œuvre le véhicule d'intervention Biotox-Piratox qui permet d'intervenir dans une zone contaminée par des agents biologiques et/ou chimiques aux fins de réaliser des prélèvements, de les analyser in situ  et de les transporter dans un laboratoire accrédité, tout en garantissant leur conservation et tout en assurant le respect de la procédure judiciaire.

La cellule nationale NRBC est rattachée au groupement blindé de la gendarmerie mobile implanté à Satory (Yvelines). Soumise à un régime d'alerte, elle est projetable par voie routière ou aérienne, de manière autonome ou en accompagnement d'autres unités de gendarmerie sur et hors territoire national.

## Domaines de compétence
Experts dotés de compétences techniques de haut niveau, les militaires de la C2NRBC sont à même de mettre en œuvre des protocoles élaborés au sein de l'unité et validés par les instances scientifiques. Équipée de matériels techniques spécialisés dans la détection des radioéléments et la détection et l'analyse de substances biologiques et chimiques, la C2NRBC met en œuvre des moyens de constatations et de prélèvements ainsi que des équipements de protection individuelle adaptés aux différents risques.
Le Véhicule d'intervention Biotox-Piratox (VIBP) est un laboratoire mobile, aérotransportable, dédié à la levée de doute sur des agents biologiques et/ou chimiques. Ce véhicule appartient au réseau des laboratoires Biotox-Piratox en tant que laboratoire référent de niveau national (niveau 3).
L'Ensemble mobile de décontamination modulaire (EMDM) complète le dispositif pour permettre la sortie de zone du personnel, des prélèvements et indices dans des conditions de sécurité optimales. 